# スージー・ラマダン
スージー・ラマダン（Susie Ramadan、1979年4月10日 - ）は、オーストラリアの女性プロボクサー。メルボルン出身。初代OPBF東洋太平洋女子スーパーバンタム級王者。初代IBF女子世界バンタム級王者。第7代WBC女子世界バンタム級王者。OPBF初の女子王者である。

## 来歴
2007年12月7日、チュタポーン・プラディッサンと対戦し、3-0の判定勝ちを収めデビュー戦を勝利で飾った。
2008年7月11日、エディス・スミスとオーストラリア女子スーパーバンタム級王座決定戦を行い、3-0の判定勝ちを収め王座獲得に成功した。
2008年8月22日、サトリーレック・パラドーンジムと対戦し、4回1分8秒TKO勝ちを収めた。
2008年11月28日、ミッシェル・プレストンとの無敗対決を3-0の判定勝ち。この試合は後日OPBF東洋太平洋女子スーパーバンタム級初代王座決定戦に認定され、ラマダンはOPBF初の女子王者となった。
2009年3月20日、ミッシェル・プレストンと再戦し、3-0の判定勝ちを収め東洋太平洋女子スーパーバンタム級王座の初防衛に成功した。
2009年5月22日、この試合がデビュー戦となるレイアン・バナムと対戦し、3-0の判定勝ちを収めた。
2009年10月11日、レイアン・バナムと対戦し、3-0の判定勝ちを収め5ヵ月ぶりの再戦を制した。
2009年11月27日、ジュブジャン・ルークマガームワンとWBF女子世界スーパーバンタム級王座決定戦を行い、9回1分44秒TKO勝ちを収め王座獲得に成功した。
2010年7月9日、ジェーン・カブラニとWBF女子世界バンタム級王座決定戦を行い、3-0の判定勝ちを収めWBF2階級制覇を果たした。
2010年10月1日、サトリーレック・パラドーンジムと対戦し、2回58秒TKO勝ちを収め2年2ヵ月ぶりの再戦を制した。
2011年2月20日、テリー・リン・クルーズとIBF女子世界バンタム級初代王座決定戦を行い、3-0の判定勝ちを収め王座獲得に成功した。
2011年10月15日、ヤズミン・リバスとIBF女子世界バンタム級王座決定戦を行い、プロ初黒星となる1-2の判定負けを喫し王座返り咲きに失敗した。
2012年2月24日、アレシア・グラフとWBC女子インターナショナルバンタム級王座決定戦を行い、２－１の判定勝ちを収め王座獲得に成功した。
2012年7月13日、ウサナコン・ゴーキャットジムが持つWBC女子世界バンタム級王座に挑戦し、3-0の判定勝ちを収めIBFに続きバンタム級2冠を果たした。
2013年9月14日、同年12月14日にモロッコでナディア・ホックミと対戦しWBC女子世界バンタム級王座の初防衛を目指す予定だったが、自身のフェイスブック上でホックミ戦が中止になったと発表した。
2014年5月、WBCから休養王座に認定された。
2014年10月25日、正規王者のヤズミン・リバスとWBC女子世界バンタム級王座統一戦を行い、0-3の判定負けを喫し王座統一に失敗、5ヵ月ぶりの復帰戦を制しての正規王座への返り咲きに失敗すると共に2年3ヵ月保持していた王座から陥落した。
2018年10月27日、マリアナ・フアレスが持つWBC女子世界バンタム級王座に挑戦するが、0-3判定負けで王座返り咲きはならなかった。
2020年2月15日、Gretel de PazとWIBA世界スーパーフライ級王座決定戦に臨み、3-0判定で王座獲得。
2022年8月20日、元WBO女子世界スーパーフライ級王者奥田朋子と対戦し、3-0判定で勝利。
2022年10月16日、チェルネカ・ジョンソンが持つIBF女子世界スーパーバンタム級王座に挑戦するが、0-3判定負けで王座ならず。

## 戦績
- プロボクシング: 33戦 29勝(12KO) 4敗

## 獲得タイトル
- オーストラリア女子スーパーバンタム級王座
- 初代OPBF東洋太平洋女子スーパーバンタム級王座
- WBF女子世界スーパーバンタム級王座
- WBF女子世界バンタム級王座
- 初代IBF女子世界バンタム級王座
- WBC女子インターナショナルバンタム級王座
- 第7代WBC女子世界バンタム級王座
- WIBA世界スーパーフライ級王座